# Atletica leggera ai Giochi della XXVII Olimpiade - Lancio del disco femminile
Il lancio del disco ha fatto parte del programma di atletica leggera femminile ai Giochi della XXVII Olimpiade. La competizione si è svolta nei giorni 25-27 settembre 2000 allo Stadio Olimpico di Sydney.

## Presenze ed assenze delle campionesse in carica
| Competizione         | Atleta            | Prestazione | Sydney 2000 |
| -------------------- | ----------------- | ----------- | ----------- |
| Olimpiadi 1996       | Ilke Wyludda      | 69,66 m     | Presente    |
| Commonwealth 1998    | Beatrice Faumuina | 65,92 m     | Presente    |
| Goodwill Games 1998  | Natal'ja Sadova   | 65,80 m     | Presente    |
| Europei 1998         | Franka Dietzsch   | 67,49 m     | Presente    |
| Coppa del mondo 1998 | Franka Dietzsch   | 67,07 m     | Presente    |
| Asiatici 1998        | Luan Zhili        | 63,43 m     | Non selez.  |
| Mondiali 1999        | Franka Dietzsch   | 68,14 m     | Presente    |
|                      |                   |             |             |
| Mondiali junior 1996 | Ma Shuli          | 56,32 m     | Assente     |

## La gara
Qualificazione: Raggiungono la misura richiesta solo in 3. Ad esse vengono aggiunti i 9 migliori lanci. La primatista mondiale stagionale, Nicoleta Grasu, fallisce il passaggio del turno con due nulli ed un lancio troppo corto.

Finale: la trentanovenne Ėlina Z'verava indovina un buon 67,00 al primo lancio.

Le avversarie sembrano disorientate e faticano a replicare. Al terzo turno la Zvereva si migliora ancora: un eccellente 68,40. 

È il giorno delle outsider poiché al secondo posto c'è la greca Anastasia Kelesidou, che ha azzeccato 65,71 al primo lancio.

E le favorite? Franka Dietzsch e Ilke Wyludda, deludenti, non vanno oltre i 63 metri. Finiscono rispettivamente sesta e settima.

I quattro migliori lanci della finale sono tutti della Zvereva.
All'età di 39 anni e 315 giorni Ėlina Z'verava diventa la donna più matura a vincere un titolo olimpico in atletica, battendo il record di Lia Manoliu, stabilito ai Giochi di Città del Messico.

## Risultati

### Qualificazioni
Si qualificano per la finale le concorrenti che ottengono una misura di almeno 63,00 m; in mancanza di 12 qualificate, accedono alla finale le concorrenti con le 12 migliori misure.

### Finale
Stadio Olimpico, mercoledì 27 settembre, ore 20:30.

Le migliori 8 classificate dopo i primi tre lanci accedono ai tre lanci di finale.
| Pos     | Atleta               | Paese         | 1ª prova | 2ª prova | 3ª prova | 4ª prova | 5ª prova | 6ª prova | Misura  | Note                                     |
| ------- | -------------------- | ------------- | -------- | -------- | -------- | -------- | -------- | -------- | ------- | ---------------------------------------- |
| Oro     | Ėlina Z'verava       | Bielorussia   | 67,00 m  | 66,12 m  | 68,40 m  | 65,80 m  | x        | x        | 68,40 m | Miglior prestazione personale stagionale |
| Argento | Anastasia Kelesidou  | Grecia        | 65,71 m  | 63,20 m  | 62,59 m  | 64,58 m  | 63,07 m  | 61,85 m  | 65,71 m |                                          |
| Bronzo  | Iryna Jatčanka       | Bielorussia   | x        | 62,93 m  | 61,09 m  | 63,15 m  | 65,20 m  | x        | 65,20 m |                                          |
| 4       | Natal'ja Sadova      | Russia        | 65,00 m  | 61,64 m  | 61,92 m  | 62,86 m  | x        | 60,47 m  | 65,00 m |                                          |
| 5       | Styliani Tsikouna    | Grecia        | 61,85 m  | 60,66 m  | x        | x        | 59,91 m  | 64,08 m  | 64,08 m |                                          |
| 6       | Franka Dietzsch      | Germania      | x        | 61,65 m  | 58,17 m  | 60,36 m  | 63,18 m  | x        | 63,18 m |                                          |
| 7       | Ilke Wyludda         | Germania      | 63,16 m  | 61,91 m  | 62,22 m  | 59,86 m  | 61,72 m  | 62,33 m  | 63,16 m |                                          |
| 8       | Lisa-Marie Vizaniari | Australia     | 60,78 m  | 62,43 m  | 62,57 m  | x        | 62,24 m  | x        | 62,57 m |                                          |
| 9       | Ekateríni Voggoli    | Grecia        | 60,72 m  | 61,57 m  | 60,45 m  |          |          |          | 61,57 m |                                          |
| 10      | Seilala Sua          | Stati Uniti   | 58,03 m  | 56,24 m  | 59,85 m  |          |          |          | 59,85 m |                                          |
| 11      | Teresa Machado       | Portogallo    | 54,48 m  | 59,50 m  | 56,84 m  |          |          |          | 59,50 m |                                          |
| 12      | Beatrice Faumuina    | Nuova Zelanda | 56,86 m  | x        | 58,69 m  |          |          |          | 58,69 m |                                          |
| 13      | Yu Xin               | Cina          | 57,95 m  | 58,34 m  | 57,89 m  |          |          |          | 58,34 m |                                          |